# Temognatha excisicollis
Temognatha excisicollis es una especie de escarabajo del género Temognatha, familia Buprestidae. Fue descrita científicamente por Macleay en 1863.